# Xu Rongmao

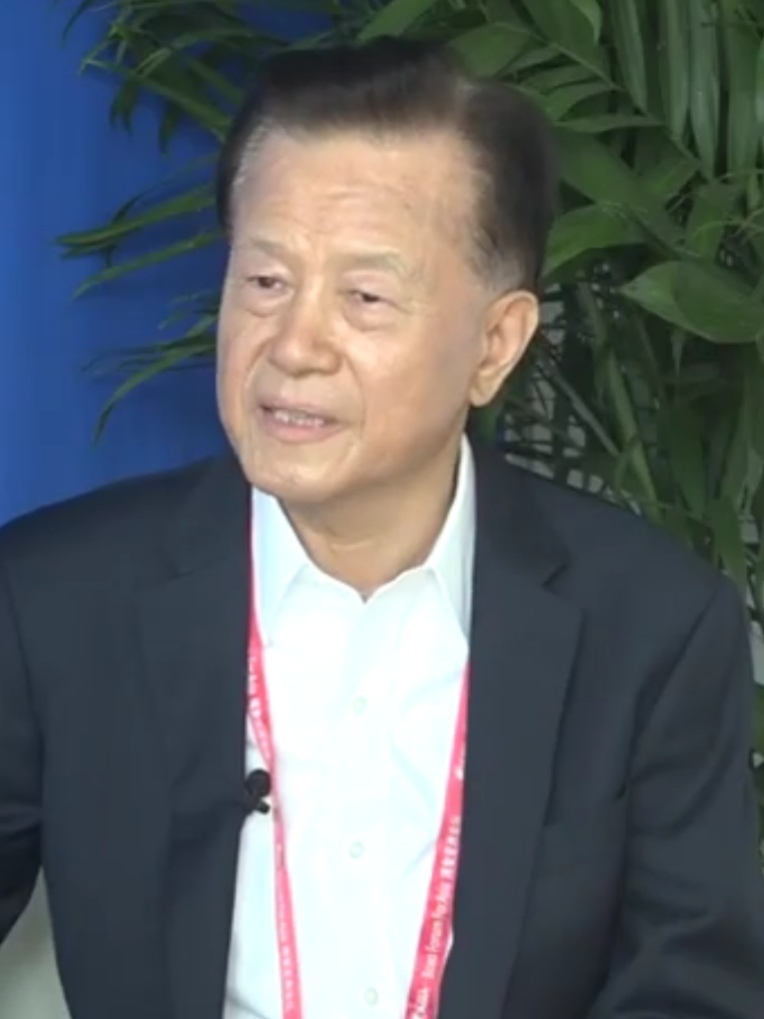
Xu Rongmao

Xu Rongmao (chinesisch 許榮茂, Pinyin Xǔ Róngmào; Hui Wing Mau in kantonesischer Aussprache; * 1950 in Shishi, Fujian) ist ein chinesischer Unternehmer und Milliardär.

## Leben
Rongmao gründete das chinesische Immobilienunternehmen und Bauunternehmen Shimao Property in Shanghai. Er ist der Vorsitzende des Unternehmens Shinmao Property. Rongmao gehört zu den gegenwärtig reichsten Chinesen. Er lebte eine Zeitlang unter dem Namen Hui Wing Mau in Darwin.
Während der Kulturrevolution arbeitete er als Barfußarzt.
Er ist Honorarprofessor an der Tongji-Universität, Shanghai und Vice President an der Beijing University of Chemical Technology.

## Auszeichnung
- Gold Bauhinia Star (Hongkong), 2011